# 佐藤圭輔
佐藤 圭輔（さとう けいすけ、1996年10月8日 - ）は、日本の俳優、声優。元スーパーエキセントリックシアター（SET）映画放送部Ｊｒ(ジュニア)所属。岩手県花巻市出身。血液型はAB型。男性エンターテインメントユニットGrab"A"（グラバ）の元メンバー。

## 経歴
2017年 スーパーエキセントリックシアター ボイスアクターズコース第3期レッスン生
2018年7月29日 SET所属の7人組新ユニット『Grab″A″（グラバ）』結成、メンバーの１人。
2020年5月31日　『Grab″A″（グラバ）』脱退、及びSET退所。
2021年　役者業を引退

## 人物
Grab"A"でのキャッチコピーは「みんなの弟的存在」、担当カラーは「緑」。
メンバー７人の中では小柄なため、愛称は「マメ」
中学はバスケ部に所属していた。

## 出演

### 舞台
- 「海色の壜」司役  (2016年)
- 「カゲロウデイズ」ハルカ役（2017年）
- Theatre de Candy Boy『BONBON』 CBGK シブゲキ!!
  - 2018年9月27日 プレ公演　ガブリエル役[1]
- アドリブ心理劇・レジスタンスイレブン～ハロウィンを守り抜け～  コフレリオ新宿シアター[2]
  - 2018年10月10日 ライブパート Grab"A"で出演
  - 2018年10月13日 本編ゲスト出演
- ミュージカル・MEMORY BOYS～想い出を売る店～ チームフォルテ ノクターン役[3][4]
  - 2018年12月21日～2019年3月31日  サンリオピューロランド内フェアリーランドシアター
  - 製作協力：ネルケプランニング
- 天下統一恋の乱 LoveBallad～伊達政宗編〜　 伊達小次郎役[5]
  - 2020年4月20日〜26日　三越劇場

### TV番組
- NHK「精霊の守人３」（2017年）
- NHK-Eテレ「世界の哲学者に人生相談」（2017年8月26日放送）[6]
- 猫のひたいほどワイド テレビ神奈川 2019年1月17日放送 Grab”A”ゲスト出演

### テレビアニメ
- 星合の空（2019年、竹ノ内晋吾[7]）

### ライブ
詳細は所属ユニット Grab"A"参照
- 豊永利行ライブツアー「With my LIFE」 Grab"A"お披露目・バックダンサー
  - 2018年7月29日　舞浜アンフィシアター
- Grab"A"（グラバ） First Live  デビューライブ～掴めないものはない！！～Grab A Dream[8]
  - 2018年9月15日　新宿角座
- Good Looking On Fes.～Welcome to culture festival～　Grab"A"出演[9]
  - 2018年11月3日　O-EAST（渋谷）
- Tac Fes vol.1～Birthday Party～ 出演　男性ボーカルユニットTacTとコラボ
  - 2018年11月24日第1部・第2部　柏Ｔｈｕｍｂ　Ｕｐ（千葉県）[10]
- Grab"A"（グラバ） Second Live 届かない想いはない！！～ちょっと不思議なクリスマスの贈り物～ 
  - 2018年12月8日　新宿角座
- Grab“A” 2019 First Laugh Live～グラバ、コントやるってよ～
  - 2019年1月23日　ハーバーズ・ダイニング（tvk 1F）
- Grab"A"（グラバ） ThirdLive 叶わないものはない！！
  - 2019年4月27日　新宿角座
- TOKYO MX FIZZY POPのスクランバブル 収録ライブVOL.5 出演
  - 2019年5月20日  TSUTAYA O-nest
- FRESH FLASH 2出演
  - 2019年6月16日  Yokohama O-SITE
- 柏04 3rd Anniversary 出演
  - 2019年7月28日  柏04
- Grab"A"（グラバ） FIRST ANNIVERSARY LIVE 1UP 〜君のために〜
  - 2019年9月14日　新宿角座
- 林試の森フェスタ 出演[11]
  - 2019年10月6日 林試の森公園（笠原彰人の出演なし）
- Hi Flying company×柏Thumbup Presents　”Today the future begins”
  - 2019年10月26日 柏Ｔｈｕｍｂ　Ｕｐ
- BagoooN!!
  - 2019年11月7日 六本木モーフ
- よか音フェス
  - 2019年11月10日 柏Ｔｈｕｍｂ　Ｕｐ
- Hawaiians Monthly Super Live[12]
  - 2019年12月1日 スパリゾートハワイアンズ ウォーターパーク・ビーチシアター
- Xmas Music Festival
  - 2019年12月15日 代官山SPACEODD
- Grab“A” 2020 Laugh Live～グラバ、またコントやるってよ～
  - 2020年1月11日　ハーバーズ・ダイニング（tvk 1F）